# Анкарский университет

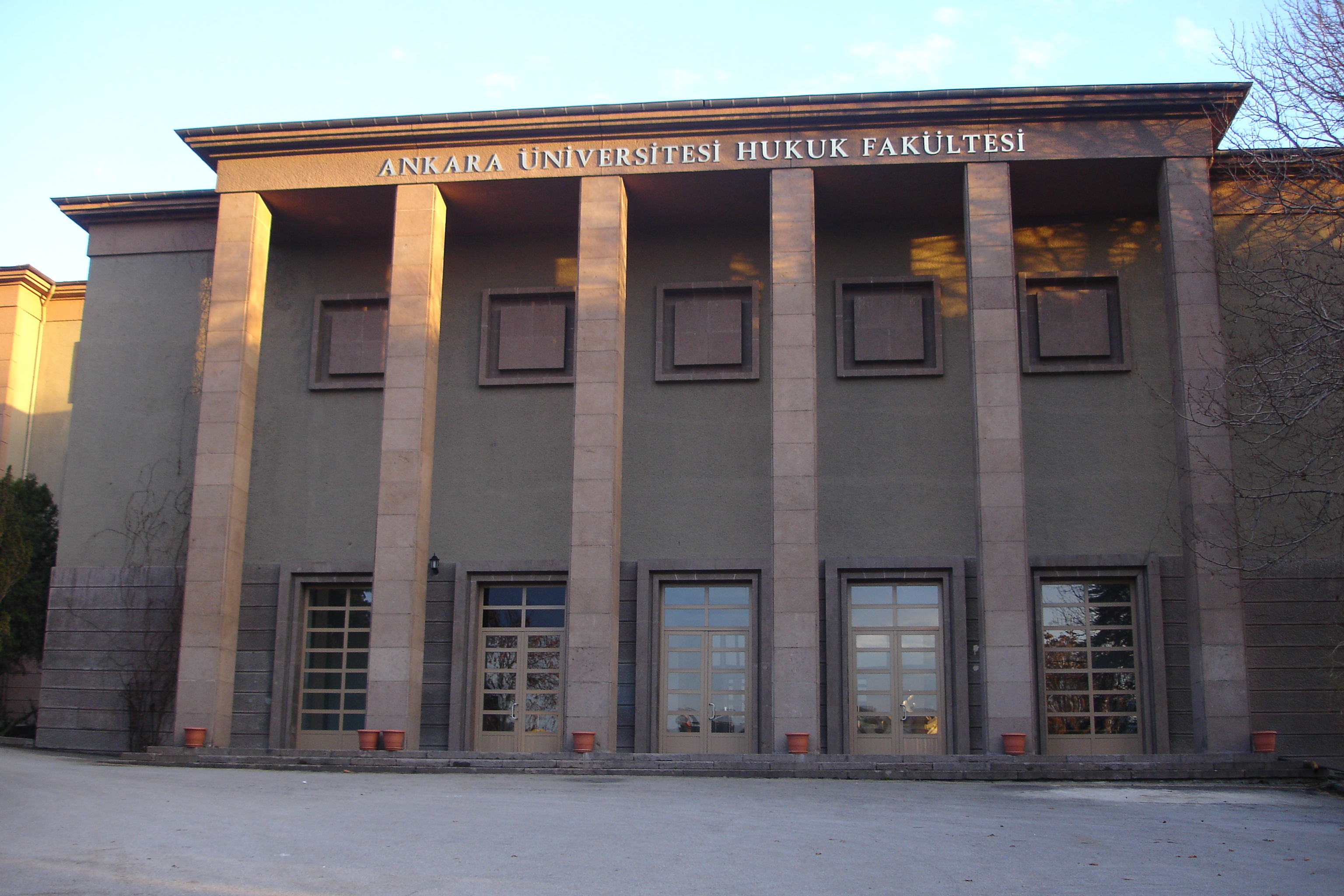
Юридический факультет Анкаринского университета. Центр подготовки турецких адвокатов

Анкарский университет (Университет Анкары́, тур. Ankara Üniversitesi) — высшее учебное заведение в Турции.
Основан в 1946 году, хотя первый колледж политических наук, впоследствии ставший факультетом, ведёт свою историю с 1859 года. Университет стал первым высшим учебным заведением с момента образования республики. Расположен в Анкаре. Насчитывает 14 факультетов. В университете обучается около 45 тыс. студентов.

## Известные личности
См. также категорию Персоналии:Анкарский университет
- Рубен, Вальтер (1899—1983) — немецкий индолог, профессор университета Анкары (1935—1948), Университета Сантьяго-де-Чили, Берлинского университета имени Гумбольдта.
- Фрашери, Мехди-бей (1874—1963) — албанский политический, государственный и дипломатический деятель. Премьер-министр Албании в 1935—1936 годах.
- Эрим, Нихат (1912—1980) — турецкий политический, государственный и общественный деятелт. Премьер-министр Турции (1971—1972).
- Санчар, Мехмет Ильхами (1909–1986) – турецкий политический и государственный  деятель. Министр национальной обороны Турции.